# Лихтхейм, Георг
Георг Лихтхейм (6 ноября 1912, Берлин — 22 апреля 1973, Лондон) — американский историк, немецко-еврейского происхождения, атеист. Исследователь истории марксизма, биограф Георга Лукача.
Он считал себя социалистом, не будучи ни либералом, ни коммунистом.

## Биография
Родился в Берлине, Германия в семье сионистского политика и публициста Рихарда Лихтхейма. Провёл свои первые годы до 1917 года в Константинополе (Османская империя), где родилась его младшая сестра египтолог Мириам Лихтхейм (1914—2004). Семья затем вернулась в Берлин, пожила немного в Лондоне и в 1934 году перебралась в Палестину. В Иерусалиме они проживали в районе Рехавиа, где Георг подружился с философом Гершом Шолемом.
В 1945 году Георг переехал в Англию, где публиковался под псевдонимом George L. Arnold, перевёл ряд трудов Шолема с немецкого на английский язык, публиковался в «The Jerusalem Post», «Commentary», «Partisan Review», «Dissent,», «Labour Leader», «Encounter», «The Times Literary Supplement», «The New York Review of Books».
Он был приглашённым преподавателем и научным сотрудником в Колумбийском и Стенфордском университетах.
Георг Лихтхейм в своей «Истории XX века» считает, что Холодная война началась (или, если пользоваться хронологией Фонтейна[уточнить], возобновилась) с конца Крымской конференции в споре о Польше из-за её коммунизации вопреки обещаниям Сталина не распространять коммунистическую систему на Польшу. Поскольку восточно-европейские страны были уже оккупированы советской армией, у дипломатии западных союзников не было иных рычагов, способных остановить процесс насильственной коммунизации восточно-европейских стран, кроме как применением военной силы, что было невозможно хотя бы потому, что без психологической готовности к этому граждан западных демократий начинать войну демократии не могли.
Относительно марксистского понимания исторической роли пролетариата считал, что «пролетариат в трудах Маркса впервые возникает как социальная сила, необходимая для реализации целей немецкой философии».
Он стал известен широкой публике в 1961 году в связи с публикацией книги «Марксизм» (1961). Его книги переведены на многие языки мира (в основном на немецкий и испанский). Георг Лихтхейм умер, покончив с собой в Лондоне в 1973 году.

## Наиболее важные работы
- Структура Мирового Конфликта (1955) — The Pattern of World Conflict (1955)
- Марксизм (1961) — Marxism (1961)
- Марксизм; Историческое и Критическое исследование (1964) — Marxism; An Historical And Critical Study (1964)
- Марксизм в современной Франции (1966) — Marxism in modern France (1966)
- Понятие Идеологии, и другие очерки (1967) — The Concept Of Ideology, And Other Essays (1967)
- Истоки социализма (1969) — The Origins Of Socialism (1969)
- Краткая история социализма (1970) — A Short History Of Socialism (1970)
- Джордж Лукач (1970) — George Lukács (1970)
- Империализм (1971) — Imperialism (1971)
- От Маркса до Гегеля (1971) — From Marx To Hegel (1971)
- Европа в двадцатом веке (1972) — Europe In The Twentieth Century (1972)
- Сборник очерки (1973) — Collected Essays (1973)